# FFH-Gebiet Gieselautal
Das FFH-Gebiet Gieselautal ist ein NATURA 2000-Schutzgebiet in Schleswig-Holstein im Kreis Rendsburg-Eckernförde in der Gemeinde Beldorf und im Kreis Dithmarschen in den Gemeinden Albersdorf und Wennbüttel. Es liegt in der Landschaft Heide-Itzehoer Geest (Landschafts-ID 69301), die vom Bundesamt für Naturschutz (BfN) als Landschaft mit geringerer naturschutzfachlicher Bedeutung bewertet wird. Diese ist wiederum Teil der Naturräumlichen Großregion 2. Ordnung Schleswig-Holsteinische Geest.
Das FFH-Gebiet Gieselautal hat eine Fläche von 94 Hektar. Die größte Ausdehnung liegt in Westostrichtung und beträgt 4,6 Kilometer. Das FFH-Gebiet beginnt im nördlichen Stadtgebiet von Albersdorf zehn Meter südlich der Brücke über das Fließgewässer Gieselau/Westerau an der Friedrichstraße. Das FFH-Gebiet folgt dem Lauf der Gieselau/Westerau, die gemeinhin als Gieselau bezeichnet wird, bis zu deren Mündung in den Nord-Ostsee-Kanal (NOK) etwa 700 Meter östlich der Wohnbebauung von Wennbüttel.

Das FFH-Gebiet besteht zu vier Zehnteln aus der FFH-Lebensraumklasse Feuchtes und mesophiles Grünland, gefolgt von drei Zehnteln Moore, Sümpfe, Uferbewuchs. Den Rest nehmen Melioriertes Grünland, Binnengewässer, Laubwald und Anderes Ackerland ein, siehe Diagramm 1. 

## FFH-Gebietsgeschichte und Naturschutzumgebung
Der NATURA 2000-Standard-Datenbogen (SDB) für dieses FFH-Gebiet wurde im Juni 2004 vom Landesamt für Landwirtschaft, Umwelt und ländliche Räume (LLUR) des Landes Schleswig-Holstein erstellt, im September 2004 als Gebiet von gemeinschaftlicher Bedeutung (GGB) vorgeschlagen, im November 2007 von der EU als GGB bestätigt und im Januar 2010 national nach § 32 Absatz 2 bis 4 BNatSchG in Verbindung mit § 23 LNatSchG als besonderes Erhaltungsgebiet (BEG) bestätigt. Der SDB wurde zuletzt im Mai 2019 aktualisiert. Der Managementplan für das FFH-Gebiet wurde am 23. August 2017 veröffentlicht.
Das FFH-Gebiet liegt weitgehend im am 3. März 1982 gegründetem Landschaftsschutzgebiet (LSG) Gieselautal und dem am 1. Dezember 1956 gegründetem Landschaftsschutzgebiet Fallofurth. Es ist Teil des Schwerpunktbereiches Nummer 192 des landesweiten Biotopverbundsystems. Das FFH-Gebiet liegt im Geotop Glaziales Abflusstal von Albersdorf. Es grenzt im Norden an das Gelände des Archäologisch-Ökologisches Zentrum Albersdorf (AÖZA) mit dem Naturerlebnisraum Gieselautal.

## FFH-Erhaltungsgegenstand
Laut Standard-Datenbogen vom Mai 2019 sind folgende FFH-Lebensraumtypen (LRT) und Arten für das Gesamtgebiet als FFH-Erhaltungsgegenstände mit den entsprechenden Beurteilungen zum Erhaltungszustand der Umweltbehörde der Europäischen Union gemeldet worden (Gebräuchliche Kurzbezeichnung (BfN)):
FFH-Lebensraumtypen nach Anhang I der EU-Richtlinie:
- 3260 Fließgewässer mit flutender Wasservegetation (Gesamtbeurteilung B)[9]
- 7140 Übergangs- und Schwingrasenmoore (Gesamtbeurteilung C)[10]
- 9130 Waldmeister-Buchenwälder (Gesamtbeurteilung C)[11]
- 9190 Alte bodensaure Eichenwälder auf Sandebenen mit Stieleiche (Gesamtbeurteilung C)[12]
- 91E0* Erlen-Eschen- und Weichholzauenwälder (Gesamtbeurteilung C)[13]

Arten gemäß Artikel 4 der Richtlinie 2009/147/EG und Anhang II der Richtlinie 92/43/EWG und diesbezügliche Beurteilung des Gebiets:
- 1096 Bachneunauge (Lampetra planeri) (Gesamtbeurteilung C)[15]
- 1355 Fischotter (Gesamtbeurteilung C)[16]

Nur gut ein Zehntel der FFH-Gebietsfläche ist als FFH-Lebensraumtyp ausgewiesen worden, siehe Diagramm 2. Mit kleinen Unterbrechungen ist der gesamte Lauf der Gieselbek dem LRT 3260 Fließgewässer mit flutender Wasservegetation zugewiesen worden. Die aktuelle Biotopkartierung des Landes Schleswig-Holstein (Stand Juli 2022) weist drei weitere LRT aus, die noch nicht im letzten SDB enthalten sind, siehe Tabelle 1. Dazu gehören auch renaturierte ehemalige Fischteiche am Mittellauf der Gieselau.
| FFH-LRT                                                                                                   | SDB (Stand Mai 2019) [m²] | Biotopkartierung SH (Stand Juli 2022) [m²] |
| --- | ------------------------- | ------------------------------------------ |
| 3150 Natürliche und naturnahe nährstoffreiche Stillgewässer mit Laichkraut oder Froschbiss-Gesellschaften | -                         | 10232                                      |
| 3260 Fließgewässer mit flutender Wasservegetation                                                         | 57700                     | 46445                                      |
| 6510 Magere Flachland-Mähwiesen                                                                           | -                         | 4564                                       |
| 7140 Übergangs- und Schwingrasenmoore                                                                     | 3000                      | 3180                                       |
| 9110 Hainsimsen-Buchenwälder                                                                              | -                         | 13349                                      |
| 9130 Waldmeister-Buchenwälder                                                                             | 24000                     | 24055                                      |
| 9190 Alte bodensaure Eichenwälder auf Sandebenen mit Stieleiche                                           | 15000                     | 11977                                      |
| 91E0* Erlen-Eschen- und Weichholzauenwälder                                                               | 6000                      | 16316                                      |
| Summe: | 105700                    | 130118                                     |

## FFH-Erhaltungsziele
Aus den oben aufgeführten FFH-Erhaltungsgegenständen werden als FFH-Erhaltungsziele von besonderer Bedeutung die Erhaltung folgender Lebensraumtypen und Arten im FFH-Gebiet vom Ministerium für Energiewende, Landwirtschaft, Umwelt und ländliche Räume des Landes Schleswig-Holstein erklärt:
- 3260 Fließgewässer mit flutender Wasservegetation
- 91E0* Erlen-Eschen- und Weichholzauenwälder

Aus den oben aufgeführten FFH-Erhaltungsgegenständen werden als FFH-Erhaltungsziele von Bedeutung die Erhaltung folgender Lebensraumtypen und Arten im FFH-Gebiet vom Ministerium für Energiewende, Landwirtschaft, Umwelt und ländliche Räume des Landes Schleswig-Holstein erklärt:
- 7140 Übergangs- und Schwingrasenmoore
- 9130 Waldmeister-Buchenwälder
- 9190 Alte bodensaure Eichenwälder auf Sandebenen mit Stieleiche
- 1096 Bachneunauge

## FFH-Analyse und Bewertung
Das Kapitel FFH-Analyse und Bewertung im Managementplan beschäftigt sich unter anderem mit den aktuellen Gegebenheiten des FFH-Gebietes und den Hindernissen bei der Erhaltung und Weiterentwicklung der FFH-Lebensraumtypen und Arten. Die Ergebnisse fließen in den FFH-Maßnahmenkatalog ein.

Der Wasserlauf der Gieselau im FFH-Gebiet ist ein Teil des Fließwasser-Wasserkörpers Gieselau/Westerau mit der Wasserkörpercode nok_06 gemäß der europäischen Wasserrahmenrichtlinie (EG-WRRL). Er ist dem Wasserkörpertyp Kiesgeprägter Tieflandbach (LAWA-Typcode: 16) zugeordnet. Im Wasserkörper-Steckbrief vom 31. August 2021, der die Daten bis zum Jahre 2018 berücksichtigt, wird der Gieselau ein „mäßiger“ ökologischer und ein „nicht guter“ chemischer Zustand bescheinigt. Die Abwertung im chemischen Zustand erfolgt durch zu hohe Nitratbelastungen. Mit einem guten ökologischen Zustand des Gewässers rechnet die Schleswig-Holsteinische Landesregierung bis zum Jahre 2039 und mit einem guten chemischen Zustand nach 2045. 
Im FFH-Gebiet befinden sich an der Gieselau drei Messstellen für Nährstoffe im Wasser. Die erste liegt am Eintritt der Gieselau in das FFH-Gebiet in Albersdorf, eine zweite 500 Meter vor der Mündung und eine dritte unmittelbar vor der Mündung in den Nord-Ostsee-Kanal. Hier wurden seit zwanzig Jahren die Gehalte an unfiltriertem Phosphor als Anzeiger für die Höhe der Nährstoffbelastung gemessen. War im ersten Jahrzehnt eine stetige Abnahme zu verzeichnen, hat sich seit 2011 dieser Wert wieder stark erhöht, siehe Tabelle 2. Er überschreitet damit wieder deutlich den zulässigen Grenzwert von 0,04 mg/l.
| Messstelle | 2001 | 2002 | 2007 | 2008 | 2011  | 2017  | 2020  |
| ---------- | ---- | ---- | ---- | ---- | ----- | ----- | ----- |
| 120476     |      |      |      | 0,09 |       |       |       |
| 120067     | 0,18 |      | 0,11 |      |       |       |       |
| 120083     |      | 0,16 |      | 0,12 | 0,075 | 0,205 | 0,221 |

In Wennbüttel befindet sich im FFH-Gebiet ein Pegel zur ständigen Messung der Abflussmenge und des Wasserstandes der Gieselau. Er befindet sich an der Bogenbrücke über die Gieselau, zu der eine Allee auf dem stillgelegtem Bahndamm vom Surth-Weg südlich von Wennbüttel führt (Lage).
Das FFH-Gebiet befindet sich zum überwiegendem Teil in öffentlicher Hand. Der größte Einzeleigentümer ist die Stiftung Naturschutz Schleswig-Holstein (SNSH) mit einem Anteil von 48 Prozent, siehe Diagramm 3.

## FFH-Maßnahmenkatalog

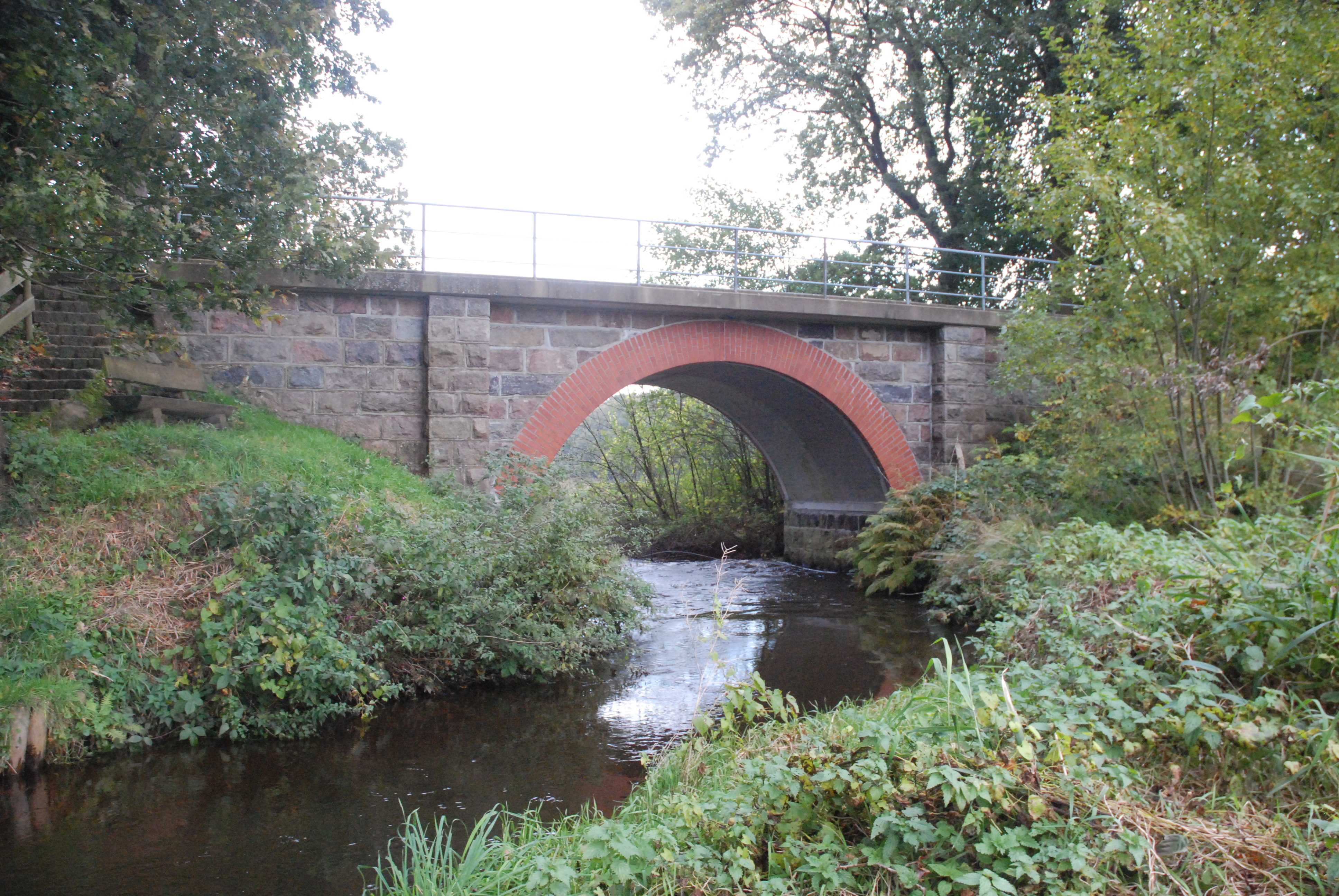
Ehemalige Eisenbahnbrücke über die Gieselau

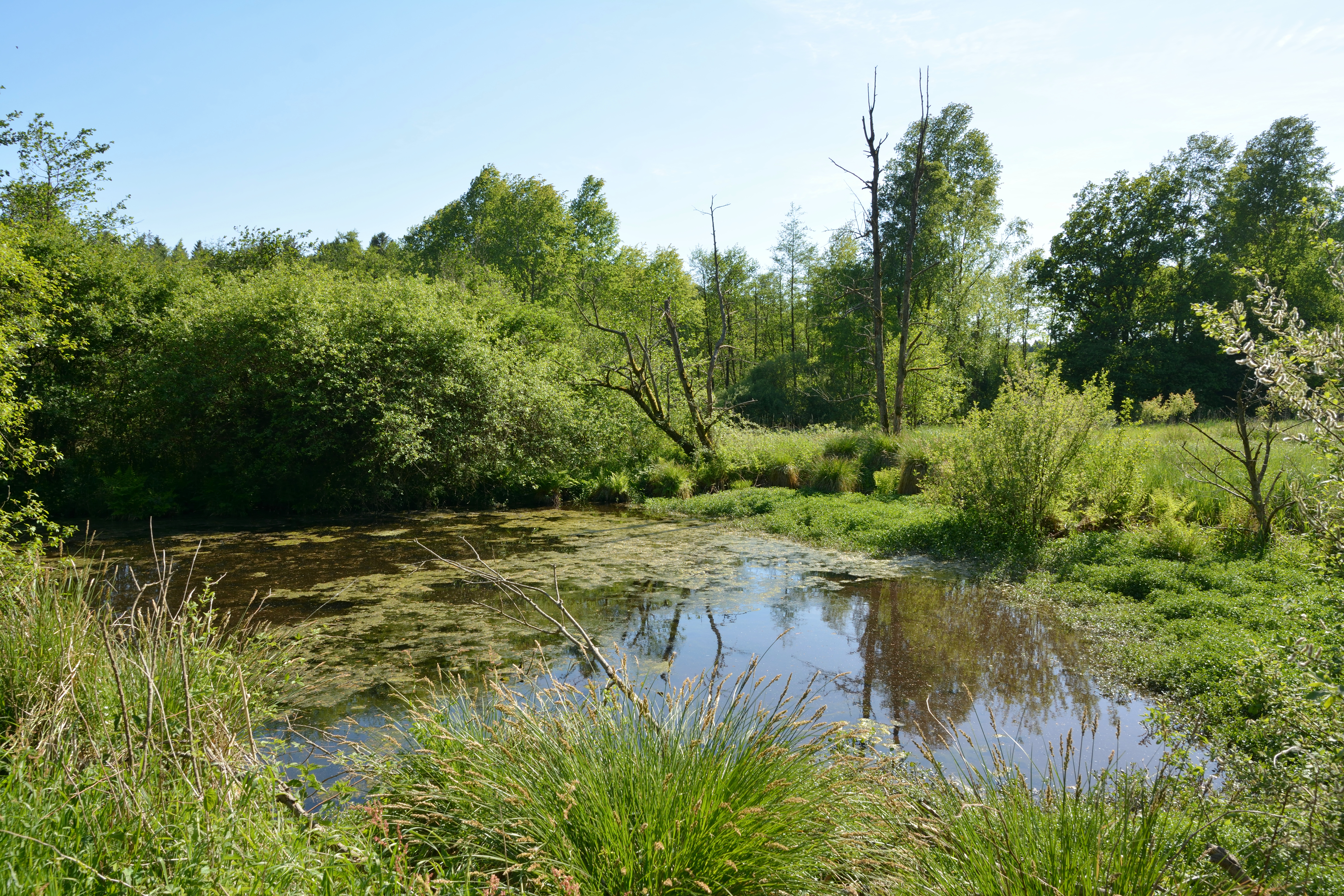
Ehemalige Fischteiche im Gieselautal

Der FFH-Maßnahmenkatalog im Managementplan führt neben den bereits durchgeführten Maßnahmen geplante Maßnahmen zur Erhaltung und Entwicklung der FFH-Lebensraumtypen im FFH-Gebiet an. Die bisherigen Maßnahmen und die geplanten Maßnahmen sind jeweils in einer gesonderten Maßnahmenkarte eingetragen und in 29 Maßnahmenblättern zur Projektverfolgung festgehalten.
Vor der Erstellung des Managementplanes wurden bereits weitreichende Maßnahmen in FFH-Gebiet durchgeführt:
- Die Stiftung Naturschutz Schleswig-Holstein hat bereits in den 1980er Jahren durch Zukauf und Nutzung der Flurbereinigung zusammenhängende Gebiete geschaffen, um künftige Rekultivierungsmaßnahmen ohne Hindernisse eigenverantwortlich durchführen zu können.
- Das Gebiet bei den stillgelegten ehemaligen Fischteichen wurde für die Schaffung eines neuen naturnahen mäandrierenden parallelen Wasserlaufes zur Gieselau genutzt, ohne die Eigenständigkeit der Lebensräume der Teiche zu gefährden.
- Zur Verbesserung der Durchgängigkeit für Fische wurden in der Gieselau Sohlabstürze zu Sohlgleiten umgebaut.
- An mehreren Stellen wurden Störsteine in den Bachlauf eingebracht, um dessen Eigendynamik zu fördern.
- An den Zuläufen der Nebenbäche wurden Sandfänge eingerichtet, um dort die Fließgeschwindigkeit zu verringern und damit den Eintrag von Sedimenten in die Gieselau zu verringern.
- Im Kreuzungsbereich der Kreisstraßen 146 und 316 südlich von Albersdorf an der Mündung der Forbek wurden weite Bereiche des Grünlandes durch Grabenstaue wieder vernässt.

Im Oktober 2016 hat das Ministerium für Energiewende, Landwirtschaft, Umwelt und ländliche Räume des Landes Schleswig-Holstein das „Auenprogramm“ verabschiedet. Davon profitieren auch die weitergehenden Entwicklungsmaßnahmen des Managementplanes:
- Ausweitung der extensiven Beweidung der Grünflächen im Stiftungsland, um die Pflanzenvielfalt großflächig zu erhöhen.
- Bewaldung der nördlichen Aue der Gieselau unmittelbar nach der Unterquerung der Bahnlinie Neumünster–Heide zur Förderung der Feuchtwaldentwicklung (Lage).
- Weiterentwicklung und Pflege der Orchideenwiese am linken Ufer der Gieselau westlich der Bahnlinie Neumünster–Heide (Lage).
- Weiterentwicklung aller Waldflächen im FHH-Gebiet zu Wäldern, die alle Entwicklungsstufen, hohen Totholzanteil und alte Habitatbäume enthalten.

## FFH-Erfolgskontrolle und Monitoring der Maßnahmen
Eine FFH-Erfolgskontrolle und Monitoring der Maßnahmen findet in Schleswig-Holstein alle sechs Jahre statt. Die Ergebnisse des letzten Monitorings wurden noch nicht veröffentlicht (Stand April 2022). Im Zeitraum 2016 bis 2019 wurde eine Nachkartierung des FFH-Gebietes mit Angabe der Biotop- und FFH-Lebensraumtypen durchgeführt. Mittlerweile sind mehr als die Hälfte des FFH-Gebietes mit mindestens einem Schutzstatus belegt (Stand Juli 2022), siehe auch Diagramm 4.

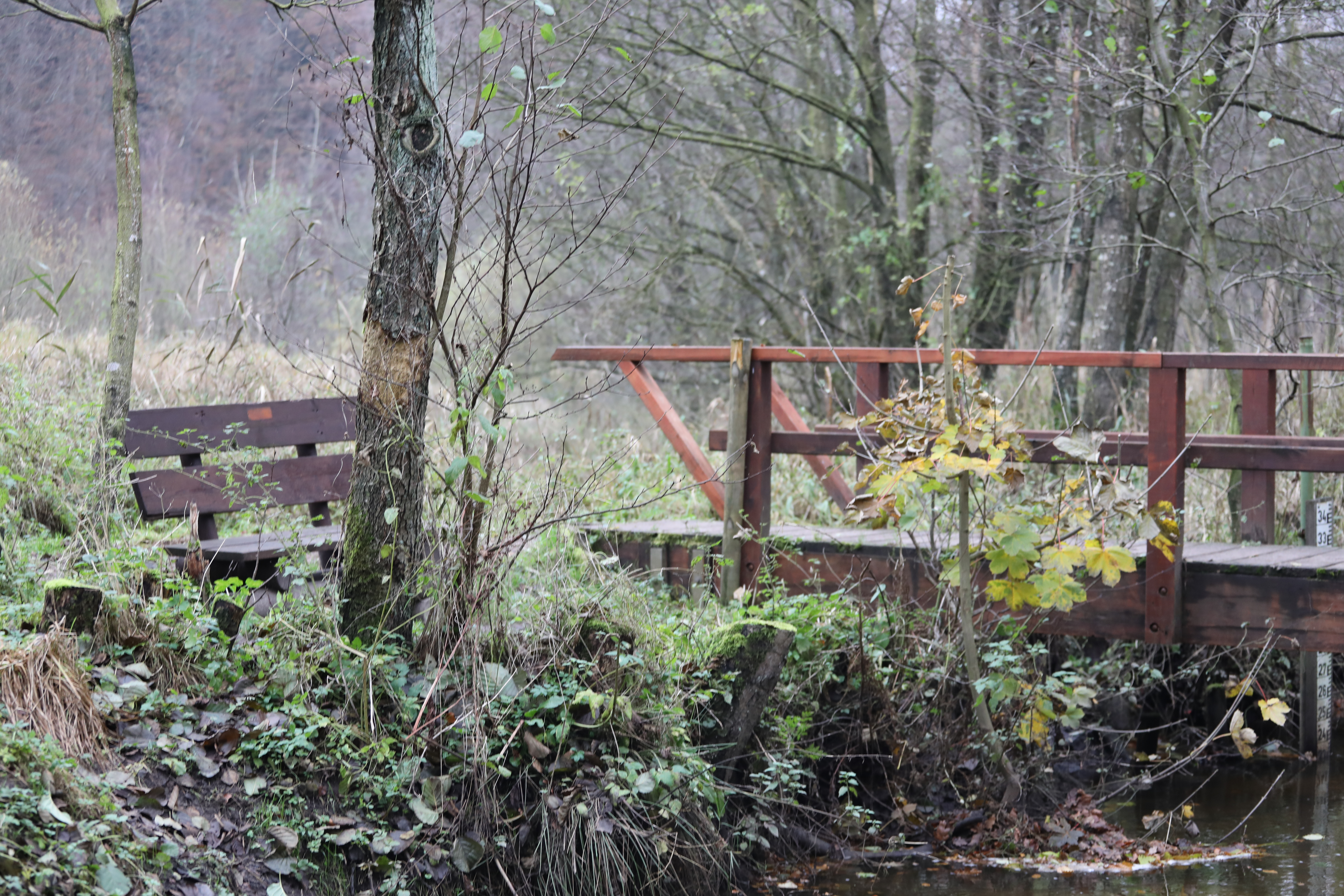
Holzsteg über die Gieselau
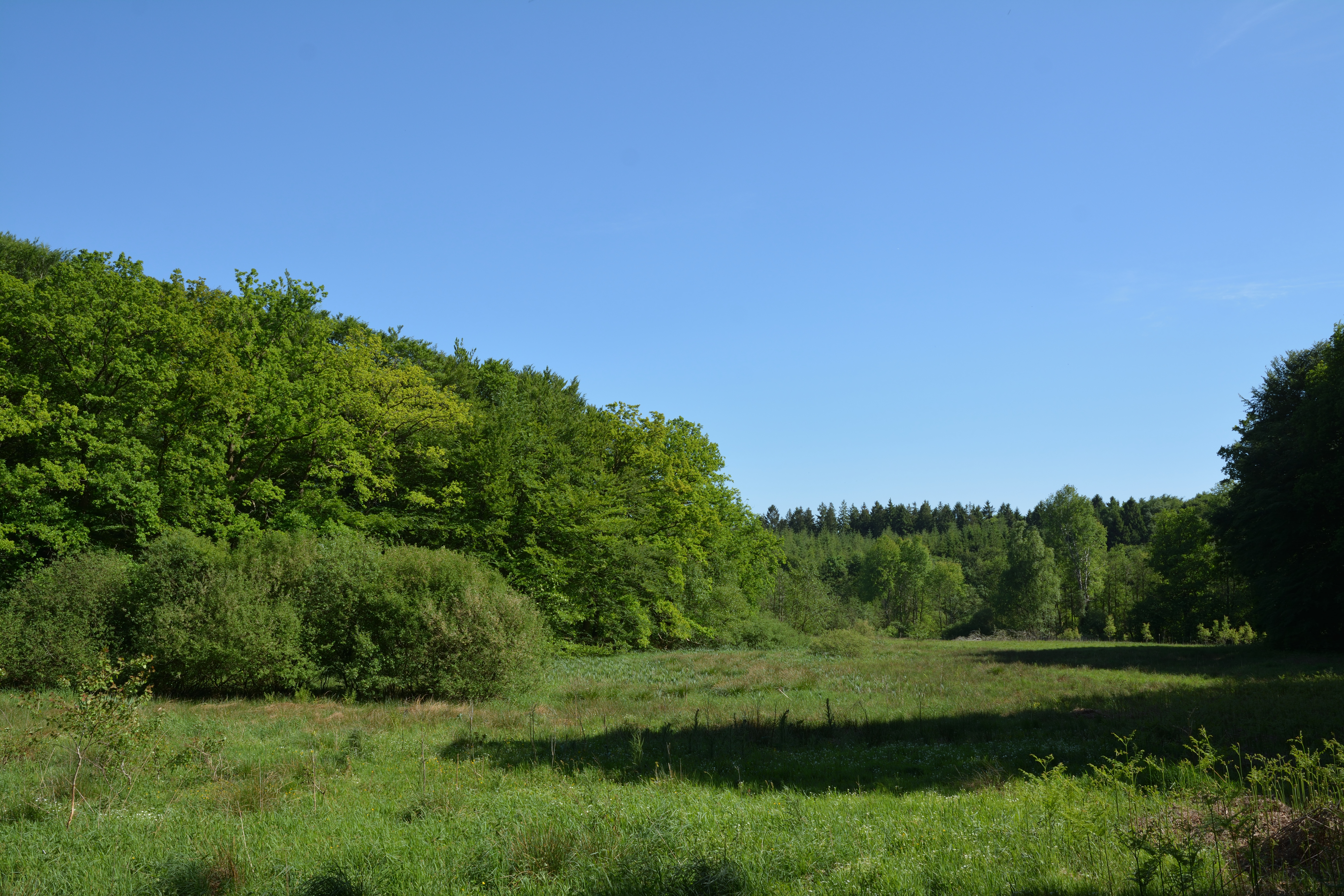
Gieselautal am Horstmoorweg
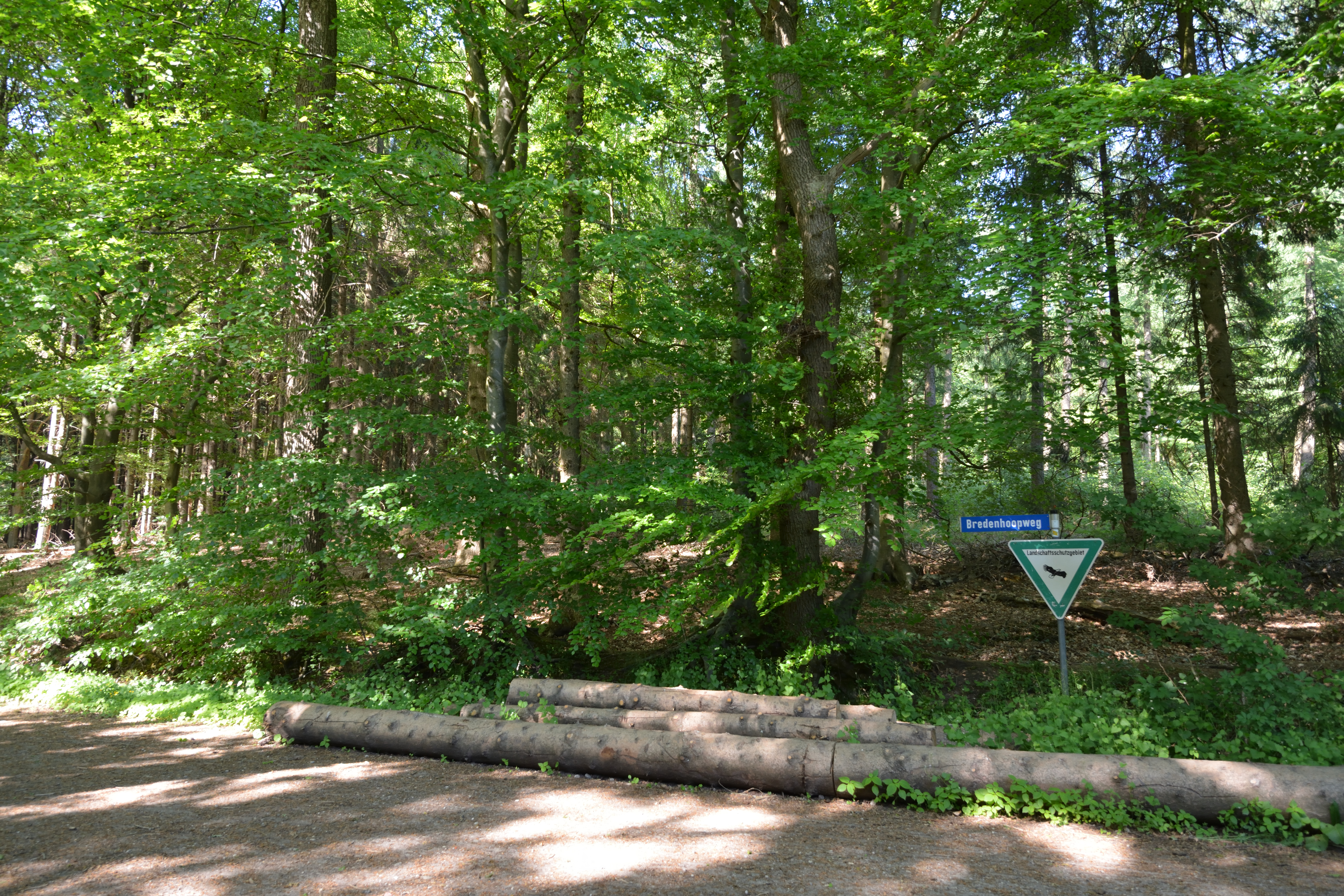
Wald am Bredenhoopweg
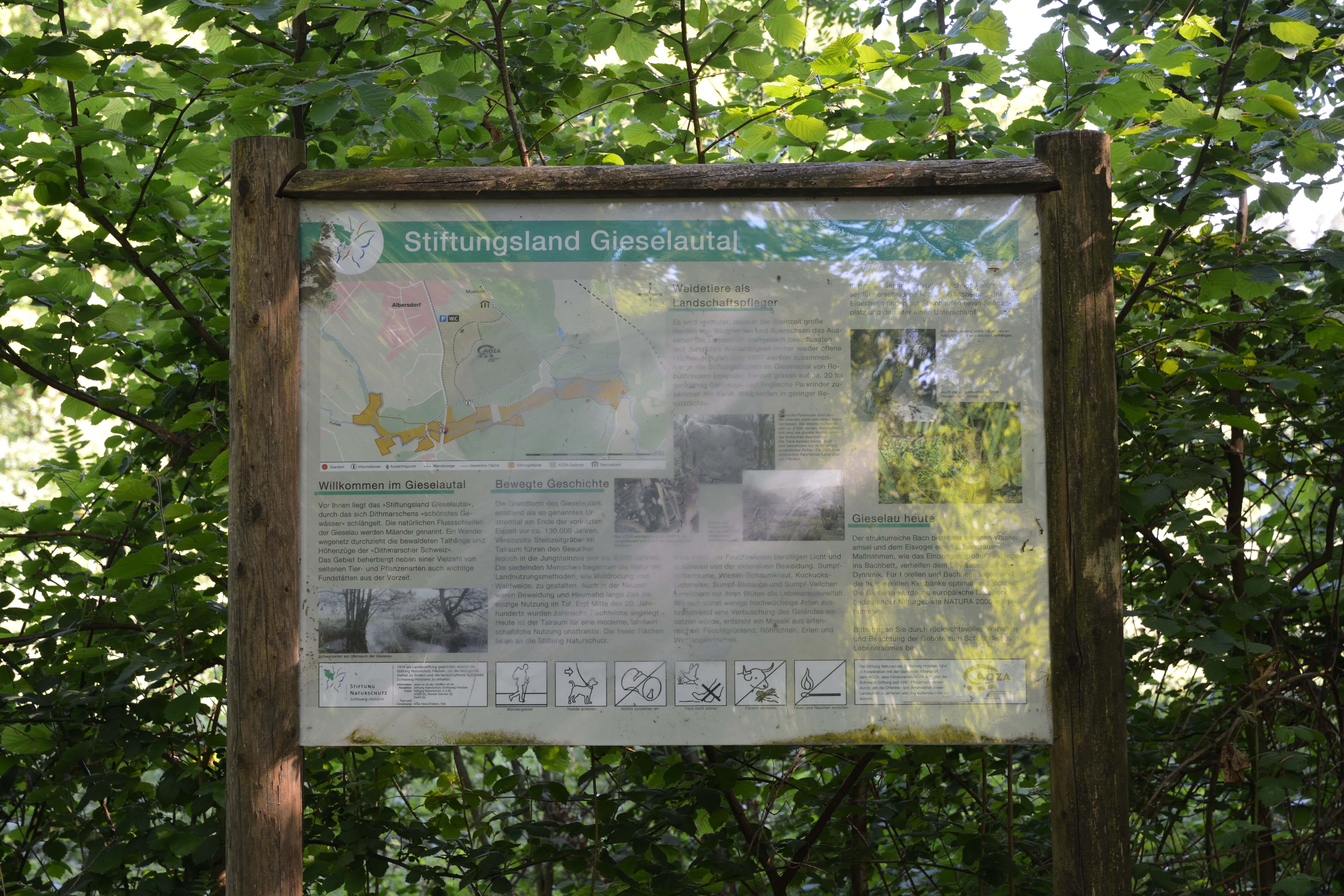
Stiftungsland Gieselautal
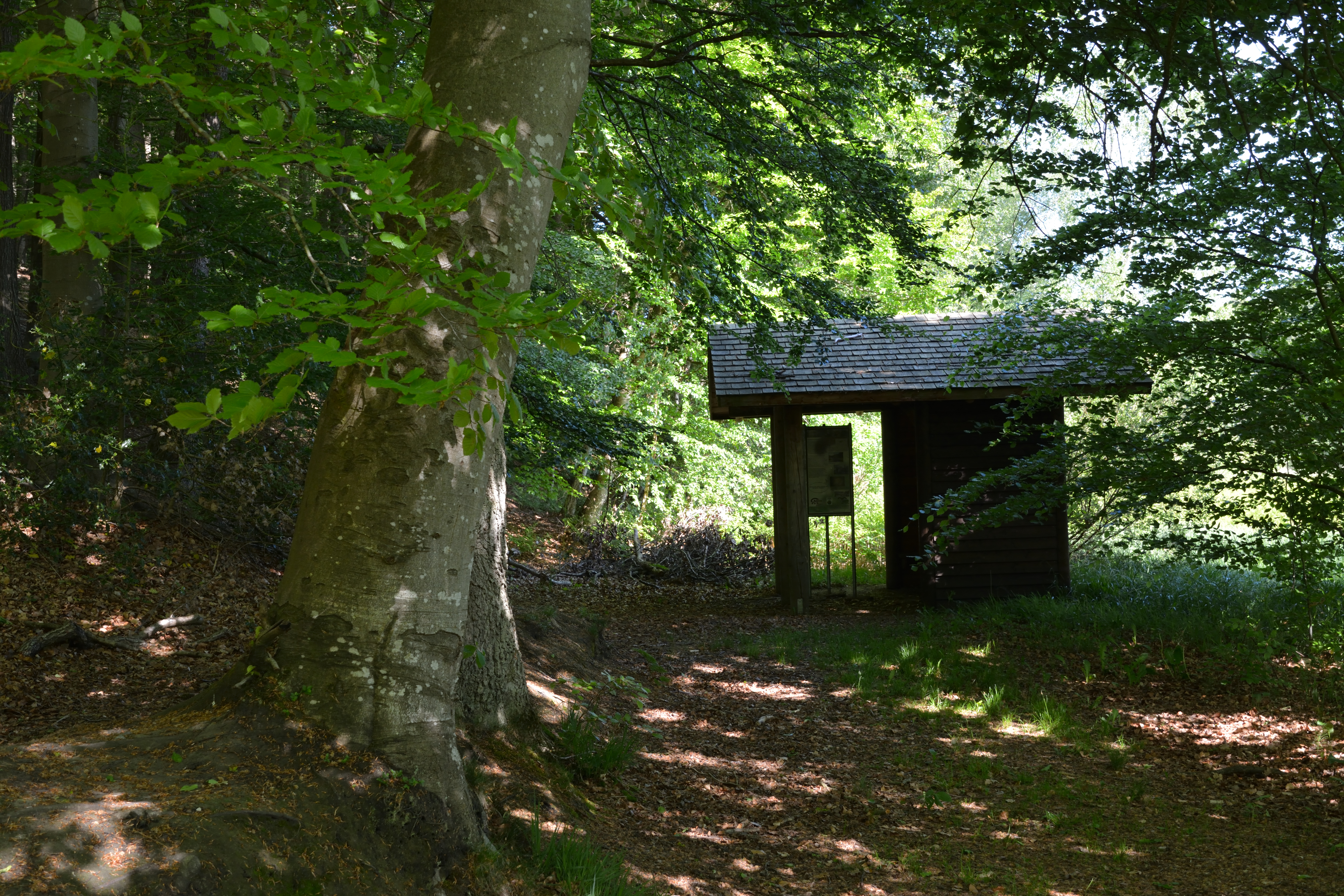
Infohütte bei den Fischteichen